# Changata
Changata är en ort i Mexiko.   Den ligger i kommunen Ajuchitlán del Progreso och delstaten Guerrero, i den södra delen av landet, 200 km sydväst om huvudstaden Mexico City. Changata ligger 266 meter över havet och antalet invånare är 3 068.
Terrängen runt Changata är varierad. Runt Changata är det ganska tätbefolkat, med 172 invånare per kvadratkilometer. Närmaste större samhälle är Ciudad Altamirano, 13,0 km nordväst om Changata. Omgivningarna runt Changata är en mosaik av jordbruksmark och naturlig växtlighet.